# Nihad Al Boushi
Nihad Al Boushi (en árabe: نهاد البوشي‎; Siria; 8 de marzo de 1973) es un exfutbolista de Siria que jugaba en la posición de Centrocampista.

## Carrera

### Club
| Periodo   | Club                     |
| --------- | ------------------------ |
| 1993-1995 | Al-Ittihad Aleppo        |
| 1996–1997 | FC Krylia Sovetov Samara |
| 1998–2003 | Al-Ittihad Aleppo        |

### Selección nacional
Jugó para Siria en tres ocasiones de 1996 a 1997 y anotó un gol, además de participar en la Copa Asiática 1996.

## Logros
- Liga Premier de Siria: 2

1993, 1995
- Copa de Siria: 1

1994